# Compañía Petrolera Lobitos
Lobitos Oil Company, también conocida como Compañía Petrolera Lobitos (CPL), fue una empresa petrolera privada perteneciente del Reino Unido que explotó petróleo en la cuenca Talara en la costa norte del Perú, en las concesiones denominadas "Lima" con explotaciones en Lobitos, El Alto y Restín. Exportó crudo a Argentina y Uruguay. Hasta 1949 pudo exportar toda su producción, cuando se requirió que compartiera el mercado local peruano con la International Petroleum Company.